# Karlo Žganec
Karlo Žganec (Zagabria, 25 luglio 1995) è un cestista croato.

## Carriera

### Club
Il 12 agosto 2021 viene ufficializzato il suo passaggio tra le file del Spalato. Il 13 settembre fa il suo debutto con i Žuti, mette a referto quindici punti nella vittoria contro l'AEK Larnaca nella partita valevole per il primo turno preliminare di Basketball Champions League.

## Palmarès

### Club

#### Competizioni nazionali
- Campionato croato: 7

Cedevita Zagabria: 2014-15, 2015-16, 2016-17, 2017-18
Zara: 2022-23, 2023-24, 2024-25
- Coppa di Croazia: 5

Cedevita Zagabria: 2015, 2016, 2017, 2018, 2019
Zara: 2024
- Campionato rumeno: 1

U Cluj: 2020-21
- Coppa di Romania: 1

U Cluj: 2020

#### Competizioni internazionali
- Supercoppa ABA Liga: 1

Cedevita Zagabria: 2017